# Critérium de As
O Critérium de As foi uma competição ciclista disputada de 1921 a 1990 ao final da temporada pelos principais corredores do ano. Os participantes corriam por trás de treinadores em tandem ou em moto. A maior parte das edições tiveram lugar em Paris ou em sua região. No entanto três delas se desenvolveram na Holanda e na Suíça.

## História
Em 1920, um Critérium disputou-se baixo um percurso que partia de Bordéus, chegando até Paris (Longchamp) e voltando a Bordéus. Esta corrida foi considerada como precursora do Critérium de As. Com um percurso de 1208 km, foi vencida pelo belga Louis Mottiat em 56 horas e 48 minutos.
Em 1921, os melhores corredores da temporada foram convidados a participar no Critérium de As, uma competição fazendo 27 voltas a um circuito de 3,63 km ao redor de Longchamp.
O belga Rik Van Steenbergen possui o recorde de vitórias com cinco. Louison Bobet e Jacques Anquetil impuseram-se em quatro ocasiões.
O último Critérium de As disputou-se em 1990, baixo o nome de «Roue d'or des As», e foi ganhado por Gilbert Duclos-Lassalle.

## Palmarés
| Ano                                                              | Vencedor                | Segundo                | Terceiro            |
| ---------------------------------------------------------------- | ----------------------- | ---------------------- | ------------------- |
| 1921                                                             | Philippe Thys           | René Vermandel         | Henri Pélissier     |
| 1922                                                             | René Vermandel          | Jean Alavoine          | Romain Bellenger    |
| 1923                                                             | Jules Van Hevel         | Romain Bellenger       | Maurice Brocco      |
| 1924                                                             | Jules Van Hevel         | Henri Suter            | Henri Pélissier     |
| 1925                                                             | Achille Souchard        | Hector Martin          | Romain Bellenger    |
| 1926                                                             | Francis Pélissier       | Gabriel Marcillac      | Charles Lacquehay   |
| 1927                                                             | Gabriel Marcillac       | Francis Pélissier      | Hector Martin       |
| 1928                                                             | Charles Lacquehay       | Gérard Debaets         | Lucien Choury       |
| 1929                                                             | Georges Wambst          | Armand Blanchonnet     | Charles Lacquehay   |
| 1930                                                             | Camille Foucaux         | Henri Lemoine          | André Mouton        |
| 1931                                                             | Jean Maréchal           | Henri Lemoine          | Georges Wambst      |
| 1932                                                             | Ernest Terreau          | Georges Wambst         | Jean Maréchal       |
| 1933                                                             | Charles Pélissier       | Romain Gijssels        | Ernest Terreau      |
| 1934                                                             | André Leducq            | Charles Pélissier      | Julien Moineau      |
| 1935                                                             | Ernest Terreau          | Edgard De Caluwé       | Romain Gijssels     |
| 1936                                                             | Ernest Terreau          | René Debenne           | Maurice Richard     |
| 1937                                                             | Georges Paillard        | Paul Chocque           | Victor Cosson       |
| 1938                                                             | Gerrit Schulte          | René Debenne           | Cesare Moretti Jr.  |
| 1939-1942 edições não realizadas devido à Segunda Guerra Mundial |                         |                        |                     |
| 1943                                                             | Raoul Lesueur           | Joseph Somers          | Maurice Clautier    |
| 1944-1946 edições não realizadas                                 |                         |                        |                     |
| 1947                                                             | Émile Carrara           | Émile Idée             | Lucien Teisseire    |
| 1948                                                             | Rik Van Steenbergen     | Apo Lazaridès          | Louis Caput         |
| 1949                                                             | Louison Bobet           | Fausto Coppi           | Wim van Est         |
| 1950                                                             | Louison Bobet           | Stan Ockers            | Robert Varnajo      |
| 1951                                                             | Hugo Koblet             | Rik Van Steenbergen    | Louison Bobet       |
| 1952                                                             | Rik Van Steenbergen     | Louison Bobet          | André Darrigade     |
| 1953                                                             | Louison Bobet           | Stan Ockers            | Ferdi Kübler        |
| 1954                                                             | Louison Bobet           | Jacques Anquetil       | Hugo Koblet         |
| 1955                                                             | Rik Van Steenbergen     | Miguel Poblet          | Stan Ockers         |
| 1956                                                             | Bernard Gauthier        | Rik Van Steenbergen    | Roger Rivière       |
| 1957                                                             | Rik Van Steenbergen     | André Darrigade        | Louison Bobet       |
| 1958                                                             | Rik Van Steenbergen     | André Darrigade        | Raphaël Géminiani   |
| 1959                                                             | Jacques Anquetil        | Noël Foré              | Jean Bobet          |
| 1960                                                             | Jacques Anquetil        | André Darrigade        | Rik Van Looy        |
| 1961                                                             | Rik Van Looy            | Rik Van Steenbergen    | André Darrigade     |
| 1962                                                             | Rudi Altig              | Jean Stablinski        | Tom Simpson         |
| 1963                                                             | Jacques Anquetil        | Tom Simpson            | Rik Van Looy        |
| 1964                                                             | Peter Post              | Edward Sels            | Jacques Anquetil    |
| 1965                                                             | Jacques Anquetil        | Jan Janssen            | Rudi Altig          |
| 1966                                                             | Gerben Karstens         | Felice Gimondi         | Raymond Poulidor    |
| 1967                                                             | Eddy Merckx             | Jacques Anquetil       | Felice Gimondi      |
| 1968                                                             | Felice Gimondi          | Raymond Poulidor       | Ole Ritter          |
| 1969                                                             | Walter Godefroot        | Raymond Delisle        | Julien Stevens      |
| 1970                                                             | Eddy Merckx             | Herman Van Springel    | Lucien Aimar        |
| 1971 edição não realizada                                        |                         |                        |                     |
| 1972                                                             | Raymond Poulidor        | Bernard Thévenet       | Walter Godefroot    |
| 1973                                                             | Gerben Karstens         | Felice Gimondi         | Eddy Merckx         |
| 1974                                                             | Eddy Merckx             | Freddy Maertens        | Gerben Karstens     |
| 1975                                                             | Roger De Vlaeminck      | Herman Van Springel    | Freddy Maertens     |
| 1976                                                             | Freddy Maertens         | Eddy Merckx            | Gerben Karstens     |
| 1977                                                             | Francesco Moser         | Herman Van Springel    | Ronald De Witte     |
| 1978                                                             | Michel Laurent          | Jan Raas               | Herman Van Springel |
| 1979                                                             | Joop Zoetemelk          | Daniel Willems         | Bernard Hinault     |
| 1980                                                             | Joop Zoetemelk          | Herman Van Springel    | Patrick Hosotte     |
| 1981                                                             | Daniel Willems          | Herman Van Springel    | Stephen Roche       |
| 1982                                                             | Bernard Hinault         | Sean Kelly             | Alain Bondue        |
| 1983                                                             | Greg LeMond             | Pascal Poisson         | Sean Kelly          |
| 1984                                                             | Sean Kelly              | Jean-Luc Vandenbroucke | Claude Criquielion  |
| 1985                                                             | Sean Kelly              | Eric Vanderaerden      | Claude Criquielion  |
| 1986                                                             | Sean Kelly              | Adri van der Poel      | Acácio da Silva     |
| 1987                                                             | Charly Mottet           | Eric Vanderaerden      | Sean Kelly          |
| 1988                                                             | Claude Criquielion      | Sean Kelly             | Pascal Poisson      |
| 1989                                                             | Laurent Fignon          | Sean Kelly             | Éric Caritoux       |
| 1990                                                             | Gilbert Duclos-Lassalle | Charly Mottet          | Laurent Fignon      |

## Palmarés por países
| País           | Vitórias |
| -------------- | -------- |
| França         | 30       |
| Bélgica        | 18       |
| Países Baixos  | 6        |
| Irlanda        | 3        |
| Itália         | 2        |
| Suíça          | 1        |
| Alemanha       | 1        |
| Estados Unidos | 1        |